# マティアス・ディアス
マティアス・ディアス（Matías Díaz、1993年2月16日 - ）は、アルゼンチンのラグビー選手。

## プロフィール
- アルゼンチン・メンドーサ出身[1]。
- ポジションはプロップ(PR)。
- 身長 185cm、体重 115kg
- U20アルゼンチン代表に選ばれたことがある。
- アルゼンチン代表通算キャップ数は11。

## 略歴
ハイランダーズを経て、2015年、パンパスに加入。
同年、ラグビーワールドカップ2015のアルゼンチン代表に選ばれたが、負傷で代表離脱。 